# Zoran Mikulić
Zoran Mikulić (* 24. Oktober 1965 in Travnik) ist ein kroatischer Handballtrainer und ehemaliger Handballspieler, der zumeist als rechter Rückraumspieler eingesetzt wurde.

## Karriere
Der 1,94 m große Linkshänder begann seine Laufbahn in seiner Heimatstadt bei Borac Travnik. Über den Spitzenklub Metaloplastika Šabac kam er nach Spanien, zuerst zu SD Caja und später zu SD Octavio. Dort warf er in der Saison 1994/95 262 Tore, darunter alleine 21 Tore im Spiel gegen Guadalajara. Ein Rekord in der Liga ASOBAL, der noch bis heute besteht. 1996 kam er in die deutsche Handball-Bundesliga zum TuS Nettelstedt, mit dem er 1997 und 1998 den City-Cup gewann. Nach fünf Jahren wechselte er nach Österreich zu Remus Bärnbach/Köflach, wo er bis 2004 als Spielertrainer fungierte. Seine Karriere ließ er 2004/05 beim RK Zadar ausklingen.
Mit der Kroatischen Nationalmannschaft gewann Zoran Mikulić bei den Olympischen Spielen 1996 die Goldmedaille. Dabei kam er in fünf Spielen zum Einsatz und erzielte neun Tore. Er bestritt mindestens 62 Länderspiele.
Nach seinem Karriereende übernahm der Sportlehrer und Vater einer Tochter den Trainerposten bei mehreren kroatischen Vereinen.